# SUGAR FIX
「SUGAR FIX」（シュガーフィックス）は1998年8月21日に発売されたTHE YELLOW MONKEY16枚目のシングル。発売元はファンハウス。

## 解説
- イギリスでリリースされたシングルの国内盤。イギリスでは1998年7月13日に、アルバム『PUNCH DRUNKARD』と同時に発売され、アルバムにはボーナス・トラックとして「SUGAR FIX」が収録されている。
- 初の12cm盤「マキシシングル」の形態で発売された。
- 吉井は14thシングル「球根」の英語バージョンである「BLUB」をシングルとして出す予定であったが、プロデューサーから「君らこっちでは新人なんだからこんなダークな曲じゃダメ、もっとキャッチーなほうにしなさい」と言われ、「甘い経験」の英語バージョンである「SUGAR FIX」がシングルとなった。吉井は「作品的にも“球根”の方が圧倒的に気合い入ってるから、俺は“球根”で行きたかったんですよ」と語っている[1]。

## 収録曲
1. SUGAR FIX 
（作詞/キャラ・ジョーンズ　作曲/吉井和哉）　
14thシングル「球根」のカップリング及び、7thアルバム『PUNCH DRUNKARD』収録の「甘い経験」の英語バージョン。シングルの中で唯一のアルバム未収録曲。
2. BULB
（作詞/キャラ・ジョーンズ　作曲/吉井和哉）
14thシングル「球根」の英語バージョン。
3. 見して見して
（作詞、作曲/吉井和哉）
7thアルバム『PUNCH DRUNKARD』収録曲。
4. パンチドランカー（Live）
（作詞、作曲/吉井和哉）
国内盤のみのボーナス・トラック。
7thアルバム『PUNCH DRUNKARD』収録曲のライブバージョン。1998年5月11日石川厚生年金会館にて収録。

## 収録アルバム
＃2. BULB
- 『MOTHER OF ALL THE BEST』（2004年12月8日）※初回版DISC3

＃3. 見して見して
- 『PUNCH DRUNKARD』（1998年3月4日）

## 参加ミュージシャン
THE YELLOW MONKEY
- 吉井和哉：Vocal, Guitar
- 菊地英昭：Guitar
- 廣瀬洋一：Bass

- 菊地英二：Drums

ゲストミュージシャン
- 三国義貴：Keyboards, Synthesizer Programming